# Böttcher (Familienname)
Böttcher oder Boettcher ist ein deutscher Familienname.

## Herkunft und Bedeutung
Böttcher ist ein Berufsname und bezieht sich auf den Beruf des Küfers.

## Namensträger

### A
- Agathe Böttcher (* 1929), deutsche Textilgestalterin, Grafikerin und Malerin
- Albert Böttcher (1889–1965), deutscher Politiker (SPD)
- Albrecht Böttcher (* 1954), deutscher Mathematiker
- Alexander Boettcher (1842–1917), deutscher Generalmajor
- Alfred Böttcher (Turnlehrer) (1851–1912), deutscher Stadtturninspektor und Fachschriftsteller
- Alfred Boettcher (Physiker) (1913–2001), deutscher Physiker, Hochschullehrer und Degussa-Direktor
- Alfred Reinhold Böttcher (Alfred Böttcher; 1903–1972), deutscher Schriftsteller
- Andreas Böttcher (* 1962), deutscher Musiker
- Andreas Boettcher (* 1971), deutscher Volleyballspieler
- Anna Böttcher (* 1967), deutsche Schauspielerin
- Annabelle Böttcher (* 1961), deutsche Politikwissenschaftlerin
- Arne-Carlos Böttcher (* 1998), deutscher Schauspieler und Model
- Arthur Boettcher (1831–1889), deutsch-baltischer Mediziner
- Ashley Boettcher (* 2000), US-amerikanische Schauspielerin und Synchronsprecherin
- August Böttcher (1825–1900), deutscher "Physiker" und Naturalienhändler

### B
- Barbara Boettcher (* 1955), kanadische Ruderin
- Bas Böttcher (* 1974), deutscher Schriftsteller und Medienkünstler
- Bernhard Böttcher (1870–1904), deutscher Arzt und Autor
- Bruno Böttcher (1921–2007), deutscher Politiker (CDU), MdA Berlin

### C
- Carl Böttcher (Pädagoge) (Karl Hermann Böttcher; 1838–1900), deutscher Pädagoge
- Carl Friedrich Wilhelm Böttcher (1820–1883), deutscher Orgelbauer
- Carl-Heinz Boettcher (1928–2015), deutscher Soziologe und Publizist
- Chris Boettcher (* 1964), deutscher Hörfunkmoderator und Comedian
- Christel Böttcher (* 1921), deutsche Politikerin (SPD)
- Christian Eduard Boettcher (1818–1889), deutscher Maler
- Cornelia Böttcher (* 1977), deutsche Tischtennisspielerin

### D
- Dieter Böttcher (* 1974), deutscher Kirchenmusiker und Komponist
- Dirk Böttcher (1921–2011), deutscher Buchdrucker und Autor
- Dorothea Böttcher (* 1978), deutsche Schauspielerin

### E
- Edmund Günther Böttcher (1836–1929), deutscher Politiker, MdL Schwarzburg-Sondershausen
- Eduard Theodor Böttcher (1829–1893), deutscher Mechaniker und Hochschullehrer
- Erik Boettcher (1919–1992), deutsch-baltischer Wirtschaftswissenschaftler und Sachbuchautor
- Ernst Böttcher (Kirchenmusiker) (1846–1921), deutscher Kirchenmusiker
- Ernst Böttcher (Politiker) (1876–1945), deutscher Politiker, MdL Oldenburg
- Ernst August Böttcher (1870–nach 1943), deutscher Kaufmann und Naturalienhändler
- Ernst Christoph Böttcher (1697–1766), deutscher Kaufmann

### F
- Frank Böttcher (Verleger) (* 1960), deutscher Verleger
- Frank Böttcher (Meteorologe) (* 1968), deutscher Meteorologe, Moderator und Autor
- Frank Böttcher (1980–1997), deutsches Todesopfer rechtsextremer Gewalt
- Friedrich Boettcher (Journalist) (auch Friedrich Heinrich Wilhelm Böttcher; 1842–1922), deutscher Journalist und Politiker (NLP), MdR
- Friedrich Böttcher (General) (1914–1983), deutscher Generalmajor
- Friedrich Karl Böttcher (1910–2005), deutscher Imker
- Friedrich Wilhelm Böttcher (Baumeister) († nach 1816), deutscher Baumeister
- Friedrich Wilhelm Böttcher (Pfarrer) (1805–1847), deutscher Pastor
- Friedrich Wilhelm Böttcher (Orgelbauer) (1855–1938), deutscher Orgelbauer
- Frits Böttcher (1915–2008), niederländischer Physikochemiker und Schachkomponist
- Fritz Böttcher (Gewerkschafter) (1888–nach 1945), deutscher Gewerkschafter
- Fritz Böttcher (Genetiker) (1928–2001), deutscher Hefegenetiker
- Fritz Böttcher (Boxer) (1931–2019), deutscher Boxer

### G
- Gerd Böttcher (1936–1985), deutscher Schlagersänger
- Gerhard Böttcher (1945–2014), deutscher Leichtathletiktrainer
- Gerlint Böttcher, deutsche Pianistin
- Germano Boettcher Sobrinho (1911–1977), brasilianischer Fußballtorhüter
- Gina Böttcher (* 2001), deutsche Schwimmerin
- Gottfried Heinrich Böttcher (1785–??), deutscher Rechtsanwalt und Autor
- Grit Boettcher (* 1938), deutsche Schauspielerin
- Günter Böttcher (1954–2012), deutscher Handballspieler

### H
- Hans Boettcher (1877–1958), deutscher Verleger, siehe Schwäbischer Kunst-Verlag
- Hans Böttcher (Künstler) (1897–1986), deutscher Künstler
- Hans Böttcher (Regisseur) (1898–1936), deutscher Theater- und Hörspielregisseur und Hörspielsprecher
- Hans Böttcher (Fußballspieler) (* 1940), deutscher Fußballspieler
- Hans-Joachim Böttcher (1947–2024), deutscher Denkmalpfleger, Heimatforscher und Autor
- Hartmut Boettcher (* 1937), deutscher Verwaltungslandwirt
- Heike Böttcher (* 1960), deutsche Architektin
- Helmuth Maximilian Böttcher (1895–1979), deutscher Schriftsteller und Sachbuchautor
- Herbert Böttcher (1907–1950), deutscher Verwaltungsjurist und SS-Brigadeführer
- Herbert Böttcher (Designer) (* 1962), deutscher Fotograf
- Hermann Böttcher (Philologe) (1846–1925), deutscher Philologe und Historiker
- Hermann Boettcher (1866–1935), deutscher Schauspieler
- Hermann Böttcher (General) (1884–1969), deutscher Generalleutnant
- Hermann Böttcher, Deckname von Hans-Walter Zech-Nenntwich (1916–nach 1979), deutscher SS-Obersturmführer, Agent und Unternehmer
- Hermann F. Böttcher (* 1937), deutscher Psychologe

### I
- Ina Böttcher (* 1975), deutsche Journalistin und Moderatorin

### J
- Jan Böttcher (* 1973), deutscher Schriftsteller und Musiker
- Jennifer Böttcher (* 1974), deutsche Synchronsprecherin
- Jens Böttcher (* 1966), deutscher Singer-Songwriter und Schriftsteller
- Jill Böttcher (* 1986), deutsche Schauspielerin
- Joachim Böttcher (1946–2022), deutscher Maler und Bildhauer
- Johann Heinrich Böttcher (1638–1695), deutscher Jurist und Hochschullehrer, siehe Johann Heinrich Bötticher
- Johann Heinrich Böttcher (Pastor) (1804–1884), deutscher Pastor, Heimatforscher und Herausgeber
- Johann Max Böttcher (1920–2014), deutscher Unternehmer und Philanthrop
- Jonathan Böttcher (* 1958), deutscher Folkmusiker
- Jörg Böttcher (Ruderer), deutscher Rudersportler, Landesmeister 1968
- Jörg Böttcher (Ingenieur) (* 1964), deutscher Ingenieur, Professor an der Universität der Bundeswehr München
- Jörg Böttcher (Wirtschaftswissenschaftler), deutscher Autor von Publikationen zu Projektfinanzierung und Erneuerbaren Energien
- Julia Böttcher, deutsche Mathematikerin
- Julius Böttcher (1886–1970), deutscher Heimatforscher und Fossiliensammler
- Jürgen Böttcher (Jürgen Traugott Hans Böttcher; * 1931), deutscher Maler und Filmregisseur
- Jürgen Boettcher (* 1940/41), deutscher Filmregisseur und Autor

### K
- Karl Böttcher (1852–1909), deutscher Reiseschriftsteller, siehe Johann Karl Böttcher
- Karl Böttcher (1881–1963), deutscher Schriftsteller, siehe Max Karl Böttcher
- Karl Böttcher (Offizier) (Karl Heinrich Böttcher; 1889–1975), deutscher Generalleutnant
- Karl Böttcher (Kreisleiter) (1897–nach 1938), deutscher Parteifunktionär (NSDAP)
- Karl Böttcher (Architekt) (1904–1992), deutscher Architekt und Hochschullehrer
- Karl Böttcher (Jurist) (1905–1963), deutscher Landrat und Versicherungsvertreter
- Karl Erick Böttcher (1931–2017), transsexuelle Bühnenkünstlerin und Sexarbeiterin, siehe Kirsten Nilsson
- Karl-Heinz Böttcher (1944–2008), deutscher Fußballspieler
- Karsten Böttcher (* 1970), deutscher Fußballspieler
- Klaus Böttcher (* 1941), deutscher Partei- und Jugendfunktionär (SED, FDJ)
- Kurt Böttcher (Grafiker) (1886–um 1953), deutscher Grafiker und Plakatkünstler
- Kurt Böttcher (Schauspieler), deutscher Schauspieler
- Kurt Böttcher (Politiker) (1902–1986), deutscher Architekt und Politiker (SPD), MdA Berlin
- Kurt Böttcher (Philologe) (auch Kurt Betcher; 1926–2005), deutscher Philologe und Herausgeber

### L
- Lino Böttcher (* 2000), deutscher Synchronsprecher
- Lucjan Emil Böttcher (1872–1937), polnischer Mathematiker
- Lukas Böttcher (1878–1970), deutscher Komponist

### M
- Manfred Böttcher (Theologe) (1926–2019), deutscher Theologe und Pastor
- Manfred Böttcher (Wirtschaftsfunktionär) (1928–2012), deutscher Wirtschaftsmanager
- Manfred Böttcher (Maler) (1933–2001), deutscher Maler und Grafiker
- Manfred Böttcher (Schriftsteller) (1944–2018), deutscher Schriftsteller
- Manfred Richard Böttcher (1939–2008), deutscher Maler und Grafiker
- Marc Boettcher (* 1965), deutscher Filmemacher, Dramaturg und Schauspieler
- Marianne Boettcher, deutsche Violinistin
- Maritta Böttcher (* 1954), deutsche Politikerin (PDS)
- Markus Böttcher (* 1964), deutscher Schauspieler
- Martin Böttcher (1927–2019), deutscher Filmkomponist
- Martin Böttcher (Musikjournalist) (* 1972), deutscher Radiomoderator, DJ, Musikjournalist
- Matthias Böttcher (* 1959), deutscher Politiker (Grüne)
- Max Karl Böttcher (Karl Böttcher; 1881–1963), deutscher Pädagoge und Schriftsteller
- Maximilian Böttcher (1892–1950), deutscher Schriftsteller
- Michael Boettcher (* 1982), deutscher Mediziner und Hochschullehrer
- Monika Böttcher (Monika Weimar; * 1958), wegen Mordes an ihren Töchtern Verurteilte, siehe Mord an Melanie und Karola Weimar
- Monika Böttcher (* 1968), deutsche Politikerin
- Moritz Böttcher (1820–1907), deutscher Turnpädagoge

### N
- Nicole Belstler-Boettcher (* 1963), deutsche Schauspielerin
- Niels Böttcher (1962–2020), deutscher Politiker (CDU)
- Nikolaus Böttcher (* 1963), deutscher Historiker

### O
- Oliver Böttcher (* 1971), deutscher Schauspieler und Synchronsprecher
- Otto Böttcher (1906–1990), deutscher Kunsthistoriker

### P
- Paul Böttcher (1891–1975), deutscher Politiker und Journalist
- Peter Böttcher (Chemiker) (1939–2003), deutscher Chemiker und Hochschullehrer
- Peter Böttcher (Mediziner) (* 1971), deutscher Tiermediziner und Hochschullehrer
- Petra Böttcher (* 1957), deutsche Fotografin

### R
- Reinhard Böttcher (* 1937), deutscher Jurist, Präsident des Oberlandesgerichts Bamberg
- René Böttcher (* 1979), deutscher Schauspieler, Regisseur, Theaterpädagoge und Intendant
- Robert Böttcher (Kunsterzieher) (1890–1962), deutscher Kunsterzieher
- Robert Böttcher (* 1989), deutscher Volleyballspieler
- Robert Julius Boettcher (1836–1897), deutsch-baltischer lutherischer Geistlicher, Generalsuperintendent von Kurland
- Roland Böttcher (* 1955), deutscher Rechtswissenschaftler
- Rolf Böttcher (Künstler) (1929–2001), deutscher Künstler
- Rolf Böttcher (Synodalpräsident) (1935–2019), deutscher Synodaler und Heimatkundler
- Rolf Böttcher (Diplomat) (* 1935), deutscher Diplomat
- Rolf-Michael Böttcher (1941–2021), deutscher Physiker
- Roman Böttcher (* 1979), deutscher Sommerbiathlet
- Ronald Böttcher (1928–2014), deutscher Politiker und Diplomat
- Rudolf Böttcher (Maler) (* 1937), deutscher Maler und Pastor
- Rudolf Böttcher (Architekt) (1938–2013), deutscher Architekt

### S
- Selina Böttcher (* 1998), deutsche Schauspielerin und Synchronsprecherin
- Susann Böttcher, deutsche Radiomoderatorin
- Sven Böttcher (* 1964), deutscher Schriftsteller

### T
- Thomas Böttcher (* 1965), deutscher Radiomoderator
- Thomas Böttcher (* 1968), deutscher Rechtsanwalt und ehemaliger Musiker bei Age of Heaven
- Tido Böttcher (1940–2016), deutscher Hochschullehrer für Betriebswirtschaft
- Tim Böttcher (* 1991), deutscher Floorballspieler
- Tino Böttcher (* 1983), deutscher Moderator
- Tom Böttcher (* 1994), deutscher Schauspieler

### U
- Uli Böttcher (* 1955), deutscher Percussionist
- Uli Boettcher (* 1966), deutscher Schauspieler und Kabarettist
- Ursula Böttcher (1927–2010), deutsche Dompteurin
- Ursula Trede-Boettcher (* 1933), deutsche Pianistin
- Uwe Böttcher (* 1962), deutscher Fußballspieler

### V
- Valeska Böttcher (* 1967), deutsche Juristin und Richterin am Bundesgerichtshof
- Viktor Böttcher (1880–1946), deutscher Verwaltungsjurist und Politiker (NSDAP)

### W
- Walter Böttcher (1926–1985), deutscher Geistlicher und Theologe
- Walther Böttcher (1901–1983), deutscher Politiker (CDU)
- Werner Böttcher (1909–1944), deutscher Leichtathlet
- Wilfried Boettcher (1929–1994), deutscher Cellist und Dirigent
- Winfried Böttcher (* 1936), deutscher Politikwissenschaftler
- Wolfgang Böttcher (Regisseur), deutscher Regisseur, Bühnenbildner und Textdichter
- Wolfgang Boettcher (Musiker) (1935–2021), deutscher Cellist und Hochschullehrer
- Wolfgang Boettcher (Germanist) (* 1945), deutscher Germanist, Didaktiker und Hochschullehrer
- Wolfgang Böttcher (Maler) (* 1948), deutscher Maler und Grafiker
- Wolfgang Böttcher (Badminton) (* 1953), deutscher Badmintonspieler
- Wolfgang Böttcher (Erziehungswissenschaftler) (* 1953), deutscher Pädagoge